# Mari Cruz Soriano
Mari Cruz Soriano Roales (Portugalete, Biscaia, 23 d'agost de 1955) és una empresària, periodista, pianista, presentadora de televisió i locutora de ràdio basca.

## Biografia
Els primers anys de la seva infància van discórrer a la localitat navarresa de Lesaka. Va iniciar els seus estudis al Col·legi de Santa Anna i posteriorment els continuà a les Jesuïtines de Bilbao.
Amb tan sols disset anys, va començar a treballar com a locutora de ràdio a la Cadena COPE de Bilbao. D'aquí va passar, el 1973, al centre territorial de TVE (Telenorte) on li van encomanar la presentació dels informatius. La fama a nivell nacional li va arribar molt jove quan, el 1977, Maruja Callaved, la va triar per substituir a Isabel Tenaille al programa magazín d'entrevistes en directe que ella dirigia, anomenat Gente hoy. En aquest treball, Mari Cruz Soriano va romandre fins a 1981. Entre els premis que va rebre per la seva tasca al capdavant del programa pot citar-se el TP d'Or (1979) a la millorpresentadora.
Va ser l'encarregada de presentar, al costat de Miguel de los Santos, el Festival OTI de la Cançó de 1977, certamen de televisió emès en directe per als països de llengua hispana que va congregar a més de 300 milions de teleespectadors. També va presentar des de l'Haia el Festival d'Eurovisió de 1980, any en el qual Espanya va ser representada pel trio donostiarra Trigo Limpio. Aquest mateix any, TVE li va atorgar la conducció del programa especial de cap d'any. I el 1981, va conduir el Festival de la Cançó de Benidorm. Però el festival de televisió més multitudinari que Mari Cruz Soriano arribaria a presentar seria el del dia de la Hispanitat, retransmès en directe des del Madison Square Garden de Nova York, i dirigit a una audiència potencial de 500 milions de teleespectadors.
El seu disc Caja de Música (Hispavox, 1979), interpretat al piano, va aconseguir els primers llocs de vendes de països tan dispars com Argentina o l'antiga Txecoslovàquia. Dues interpretacions al piano de Mari Cruz Soriano, A mis pocos años i Canción para mi tristeza, van SER els temes instrumentals d'una famosa telenovel·la argentina dels anys vuitanta, Señorita Andrea, protagonitzada per la popular actriu Andrea del Boca.
Més endavant, se li va oferir la presentació d'un programa musical nocturn de televisió anomenat Blanco y negro (1981), on va tenir ocasió de mostrar els seus dots de pianista. A aquest espai, va seguir un altre anomenat Así como suena (1982).
En els anys següents es va dedicar al desenvolupament d'activitats empresarials sense projecció pública com la promoció de creuers d'empresa fins que el 1996, després de la defunció de la locutora Encarna Sánchez, va ser contractada per l'emissora de radi COPE per conduir el programa La Tarde al capdavant del qual va romandre fins a l'any 1998. En una entrevista en aquest programa va conèixer al polític Juan Alberto Belloch, exministre de l'Interior i Justícia, i futur alcalde de Saragossa, amb qui acabaria casant-se el 19 de desembre de 2002 per retirar-se de nou de la vida pública. Aquest allunyament públic es va interrompre el dissabte 14 d'abril de 2012, quan va reaparèixer en una entrevista televisiva.
Després del seu pas a La tarde centraria la seva ocupació al món empresarial en el qual durant 25 anys ha treballant amb empreses d'Espanya i França com El Corte Inglés, L'Oréal, així com institucions (comunitats autònomes, ministeri de Medi Ambient). Especialment intensa ha resultat la seva activitat professional en el camp de l'exportació mitjançant la promoció de productes agroalimentaris espanyols al Regne Unit i Alemanya.

## Popularitat
Va ser tal el seu índex de popularitat, durant els anys 70 i principis dels 80, que fins a la mítica banda de música rock gallega Sinistro Total, fundada el 1981, va adoptar el seu nom en els seus orígens: Mari Cruz Soriano y los que afinan su piano.

## Vida personal
El 1978 va contreure matrimoni amb José Luis Tirado Doñate, home vinculat a la banca, amb qui va tenir dues filles. Anys més tard la parella es va separar. I posteriorment, l'any 2002, tornaria a casar-se en segones núpcies amb el polític Juan Alberto Belloch.